# Mittenothamnium rostratulum
Mittenothamnium rostratulum är en bladmossart som beskrevs av Jules Cardot 1913. Mittenothamnium rostratulum ingår i släktet Mittenothamnium och familjen Hypnaceae. Inga underarter finns listade i Catalogue of Life.